# Canoagem nos Jogos Pan-Americanos de 2023 - C-2 500 m feminino
A competição do C-2 500 m feminino da canoagem nos Jogos Pan-Americanos de 2023 foi disputada em 4 de novembro de 2023 na Lagoa Grande, em San Pedro de la Paz. Um total de 14 canoístas de sete Comitês Olímpicos Nacionais (CON) participaram do evento.

## Calendário
Horário local (UTC−3).
| Data          | Hora  | Fase  |
| ------------- | ----- | ----- |
| 4 de novembro | 10:10 | Final |

## Medalhistas
| Ouro   | CAN Sloan Mackenzie e Katie Vincent   |
| Prata  | CHI María Mailliard e Paula Gómez     |
| Bronze | COL Madison Velásquez e Manuela Gómez |

## Resultados
Uma única prova definiu as medalhistas.
| Pos.              | Canoístas                        | CON                | Tempo   |
| ----------------- | -------------------------------- | ------------------ | ------- |
| Medalha de ouro   | Sloan Mackenzie Katie Vincent    | CAN Canadá         | 1:54.26 |
| Medalha de prata  | María Mailliard Paula Gómez      | CHI Chile          | 1:54.43 |
| Medalha de bronze | Madison Velásquez Manuela Gómez  | COL Colômbia       | 1:59.10 |
| 4                 | Azusa Murphy Andreea Ghizila     | USA Estados Unidos | 2:02.60 |
| 5                 | Yarisleidis Cirilo Yisnoly López | CUB Cuba           | 2:03.58 |
| 6                 | Neida Angulo Anggie Avegno       | ECU Equador        | 2:04.00 |
| 7                 | Tais Trimarchi Martina Vela      | ARG Argentina      | 2:17.72 |